# 대한요트협회
대한요트협회(大韓─協會, Korea Sailing Federation)는 셀링 및 요트경기를 널리 보급하여 스포츠정신을 함양하고 국민 체력을 향상케 하고 우수한 경기자를 양상하여 국위선양 및 국민체육발전에 기여할 목적으로 2006년 4월 21일 설립된 대한민국 문화체육관광부 소관의 사단법인으로 대한민국의 요트 관련 산하 가맹단체와 지부의 육성지도 및 관리 감독 및 요트 발전에 관한 기본 방침을 심의 결정하는 협회이다. 사무실은 서울특별시 송파구 오륜동 88에 있다.

## 연혁
- 1974년 4월 30일 : 대한조정협회내 요트부로 발족
- 1979년 3월 17일 : 정식 창립
- 1979년 6월 19일 : 대한체육회 준회원 가입
- 1979년 11월 9일 : 국제요트경기연맹(IYRU) 가입
- 1981년 6월 23일 : 대한체육회 정식 가입
- 1982년 11월 28일 : 아시아요트연맹(AYF) 창설회원

## 주요 사업
- 세일링 및 요트경기의 기본방침의 결정
- 국제경기대회 및 국제회의 개최
- 전국규모의 각종대회의 주최 주관
- 요트경기인의 관리 육성